# William Seymour, II duca di Somerset
Sir William Seymour, II duca di Somerset (1588 – Londra, 24 ottobre 1660), era figlio di Edward Seymour, visconte Beauchamp, e di Honora Rogers, e pronipote di Edward Seymour, I duca di Somerset.

## Biografia

### Primo matrimonio

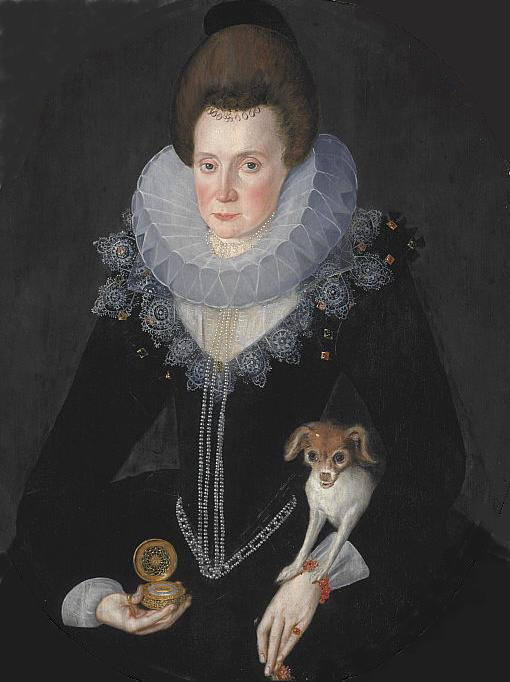
Lady Arbella Stuart, prima moglie di William Seymour

Era il nipote di Edward Seymour, I conte di Hertford, e di Catherine Grey, il che lo poneva nel gruppo dei possibili pretendenti al trono a causa della discendenza di quest'ultima da Maria Tudor, sorella minore di Enrico VIII d'Inghilterra.
Sposò in prime nozze, in segreto, a Greenwich il 22 giugno 1610, Arbella Stuart, figlia di Charles Stuart, I conte di Lennox, e di Elizabeth Cavendish; la moglie era più anziana di lui di tredici anni, e il matrimonio non era stato approvato da re Giacomo I: il matrimonio fra due potenziali pretendenti al trono, rispettivamente il quarto e il sesto nella linea di successione, appartenenti alla dinastia Tudor rappresentava una minaccia per la dinastia regnante. Di conseguenza, William venne condannato al carcere a vita nella Torre di Londra (fu il quarto in cinque generazioni dei Seymour a essere rinchiuso nella Torre).
Nel giugno 1611 riuscì a evadere, e progettava di riunirsi con Arbella, anch'ella riuscita a scappare dalla prigionia, per fuggire sul continente, ma le condizioni climatiche avverse e altre circostanze impedirono loro di incontrarsi, e Arbella venne catturata di nuovo. Mentre la moglie veniva condotta nella Torre, William riuscì invece a mettersi al sicuro a Ostenda: Arbella finì i suoi giorni nella Torre nel 1615, senza mai più rivedere il marito.

### Secondo matrimonio
Rimasto vedovo, Seymour si risposò il 3 marzo 1616 con Lady Frances Devereux, figlia di Robert Devereux, II conte d'Essex, e di Frances Walsingham, figlia di Francis Walsingham. La coppia ebbe sette figli:
- Frances Seymour (?–?), sposò, in prime nozze, Richard Molyneux, II visconte Molyneux, e, in terze nozze, Conyers Darcy, II conte di Holderness, dal quale ebbe figli.
- William Seymour (1621 – 16 giugno 1642)
- Robert Seymour (1622–1646)
- Henry Seymour, Lord Beauchamp (1626 – 30 marzo 1654), sposò Mary Capell ed ebbe figli.
- Lady Mary Seymour (1637 – 10 aprile 1673), sposò Heneage Finch, III conte di Winchilsea, ed ebbe figli.
- Jane Seymour (1637 – 23 novembre 1679), sposò Charles Boyle, III visconte Dungarvan, ed ebbe figli (è un'antenata di Elizabeth Bowes-Lyon).
- John Seymour, IV duca di Somerset (1646 – 29 aprile 1675), sposò Sarah Alston nel 1656. Non ebbe figli.

### Conte di Hertford
William Seymour succedette a suo nonno quale conte di Hertford nel 1621 e divenne uno dei membri preminenti dell'opposizione a re Carlo I nella Camera dei Lord, appoggiando la Petition of Right del 1628 e comparendo fra i firmatari della lettera dei dodici Pari del 1640, assieme al cognato Robert Devereux, III conte di Essex.
Tuttavia, si allontanò dagli oppositori più radicali del re nel Lungo Parlamento del 1641, e Carlo I lo nominò marchese di Hertford. Nel corso della susseguente guerra civile, Seymour, assieme a personalità quali Edward Hyde, I conte di Clarendon, fu un moderato realista, e si adoperò per trovare un accordo di compromesso, continuando a intessere trattative non ufficiali con il cognato, Essex, che era diventato il comandante dell'esercito del Parlamento. Si mantenne comunque sempre fedele al re, che lo nominò tutore di suo figlio il principe di Galles.
Dopo la fine della guerra e l'arresto del re, William Seymour gli rimase al fianco durante la prigionia e fu presente all'esecuzione del 1649. Durante l'interregno, si tenne lontano dalla politica e dalle cospirazioni realiste, convinto che il ritorno della monarchia sarebbe avvenuto spontaneamente prima o poi, e ordine congiure avrebbe solo ritardato questo evento.
Quando nel 1660 vi fu la Restaurazione, con l'ascesa al trono di Carlo II, gli vennero subito restituiti tutti i titoli e le posizioni che aveva in precedenza, e i suoi servizi alla causa realista vennero ulteriormente riconosciuti dal re, che lo reinstallò nel ducato di Somerset che era stato del bisnonno e che era stato abbandonato nel 1552. Morì a Essex House, a Londra, e venne sepolto il 1º novembre 1660 a Great Bedwyn, nel Wiltshire. Gli succedette il nipote William Seymour, figlio di suo figlio Henry.

## Ascendenza
|                                      |             |                               | Genitori                           |  |  | Nonni |  |  | Bisnonni                           |  |  | Trisnonni    |  |
|                                      |             |                               |                                    |  |  |       |  |  | Edward Seymour, I duca di Somerset |  |  | John Seymour |  |
|                                      |             |                               |                                    |  |  |       |  |  | Edward Seymour, I duca di Somerset |  |  | John Seymour |  |
|                                      |             | Margery Wentworth             |                                    |  |  |       |  |  | Edward Seymour, I duca di Somerset |  |  |              |  |
| Edward Seymour, I conte di Hertford  |             |                               |                                    |  |  |       |  |  | Edward Seymour, I duca di Somerset |  |  |              |  |
|                                      |             | Anne Stanhope                 | Edward Stanhope                    |  |  |       |  |  |                                    |  |  |              |  |
|                                      |             | Anne Stanhope                 | Edward Stanhope                    |  |  |       |  |  |                                    |  |  |              |  |
|                                      |             | Anne Stanhope                 | Elizabeth Bourchier                |  |  |       |  |  |                                    |  |  |              |  |
| Edward Seymour, visconte Beauchamp   |             | Anne Stanhope                 |                                    |  |  |       |  |  |                                    |  |  |              |  |
|                                      |             | Henry Grey, I duca di Suffolk | Thomas Grey, II marchese di Dorset |  |  |       |  |  |                                    |  |  |              |  |
|                                      |             | Henry Grey, I duca di Suffolk | Thomas Grey, II marchese di Dorset |  |  |       |  |  |                                    |  |  |              |  |
|                                      |             | Henry Grey, I duca di Suffolk | Margaret Wotton                    |  |  |       |  |  |                                    |  |  |              |  |
| Catherine Grey                       |             | Henry Grey, I duca di Suffolk |                                    |  |  |       |  |  |                                    |  |  |              |  |
|                                      |             | Frances Brandon               | Charles Brandon, I duca di Suffolk |  |  |       |  |  |                                    |  |  |              |  |
|                                      |             | Frances Brandon               | Charles Brandon, I duca di Suffolk |  |  |       |  |  |                                    |  |  |              |  |
|                                      |             | Frances Brandon               | Mary Tudor                         |  |  |       |  |  |                                    |  |  |              |  |
| William Seymour, II duca di Somerset |             | Frances Brandon               |                                    |  |  |       |  |  |                                    |  |  |              |  |
|                                      | John Rogers | John Rogers                   |                                    |  |  |       |  |  |                                    |  |  |              |  |
|                                      | John Rogers | John Rogers                   |                                    |  |  |       |  |  |                                    |  |  |              |  |
|                                      | John Rogers | Elizabeth Courtenay           |                                    |  |  |       |  |  |                                    |  |  |              |  |
| Richard Rogers                       | John Rogers |                               |                                    |  |  |       |  |  |                                    |  |  |              |  |
|                                      |             | Katherine Weston              | Richard Weston                     |  |  |       |  |  |                                    |  |  |              |  |
|                                      |             | Katherine Weston              | Richard Weston                     |  |  |       |  |  |                                    |  |  |              |  |
|                                      |             | Katherine Weston              | Anne Sandys                        |  |  |       |  |  |                                    |  |  |              |  |
| Honora Rogers                        |             | Katherine Weston              |                                    |  |  |       |  |  |                                    |  |  |              |  |
|                                      |             | Andrew Luttrell               | Hugh Luttrell                      |  |  |       |  |  |                                    |  |  |              |  |
|                                      |             | Andrew Luttrell               | Hugh Luttrell                      |  |  |       |  |  |                                    |  |  |              |  |
|                                      |             | Andrew Luttrell               | Margaret Hill                      |  |  |       |  |  |                                    |  |  |              |  |
| Cecilia Luttrell                     |             | Andrew Luttrell               |                                    |  |  |       |  |  |                                    |  |  |              |  |
|                                      |             | Margaret Wyndham              | Thomas Wyndham                     |  |  |       |  |  |                                    |  |  |              |  |
|                                      |             | Margaret Wyndham              | Thomas Wyndham                     |  |  |       |  |  |                                    |  |  |              |  |
|                                      |             | Margaret Wyndham              | Eleanor Scrope                     |  |  |       |  |  |                                    |  |  |              |  |
|                                      |             | Margaret Wyndham              |                                    |  |  |       |  |  |                                    |  |  |              |  |